# Eduardo Araújo
Eduardo Araújo (Joaíma, 1942. július 23. –) brazil énekes. A Jovem Guarda mozgalom korábbi tagja, de áttért a countryzenére. Leghíresebb száma az „O Bom”.